# Авриль, Проспер
Матьё Проспе́р Аври́ль [Проспэ́р] (фр. Matthieu Prosper Avril; род. 12 декабря 1937) — гаитянский политический деятель, президент страны в 1988—1990 годах.

## Биография
Родился в посёлке Томазо, недалеко от Порт-о-Пренса в незнатной семье местных служащих. Закончил Военную академию Гаити, имеет высшее юридическое образование.
С 1969 года служил в Президентской гвардии Франсуа Дювалье, а также советником его сына и преемника. Большую часть своей военной карьеры провёл в национальном президентском дворце, где отвечал за снабжение армии материалами и оружием. Уволен со службы в 1983 году, в январе 1986 года восстановлен в звании полковника, отвечал за перевод средств на счета Дювалье во Франции.
После падения режима Дювалье 6 февраля 1986 года был назначен советником в правительстве Анри Намфи по политическим вопросам. Был вынужден уйти в отставку 21 марта 1986 года из-за своих тесных связей с семьёй Дювалье. В июне 1986 года помог генералу А. Намфи вновь захватить власть, после чего ему было присвоено звание бригадного генерала. 7 февраля 1988 года новым президентом Л. Манигой был назначен инспектором президентской охраны. 20 июня 1988 года был в числе сторонников генерала Анри Намфи, который сверг президента Манигу во время очередного переворота. 
17 сентября 1988 года группой из 30 сержантов и капралов из числа охраны президентского дворца, под руководством 27-летнего сержанта Жозефа Эбрё был совершён очередной государственный переворот. Власть была передана П. Аврилю  вместе с программой требований: проведение всеобщих выборов, демократизация, улучшение условий жизни солдат, наказание ряда реакционных деятелей режимов Ф. Дювалье и Анри Намфи. Одновременно ему было присвоено звание генерал-лейтенанта. В правительство Проспера Авриля, впервые за очень долгий период, не вошёл ни один генерал, единственный военный — полковник К. Дорсенвиль; министры обороны и внутренних дел были штатскими.
Продолжил политику своего предшественника. В стране возобновились массовые протесты. 2 апреля 1989 года была совершена попытка переворота, в ходе которой П. Авриль был захвачен, но по дороге в аэропорт (его хотели выслать в Доминиканскую республику) отбит своей охраной. Последовали недельные бои, но президент взял верх. Считается, что за мятежниками стояли наркодельцы.
8—9 ноября 1989 года прошла 48-часовая всеобщая забастовка с протестом против ареста и пыток трёх лидеров оппозиции.
Период его правления, согласно отчету организации Amnesty International, был «омрачен серьезными нарушениями прав человека». Ряд оппозиционеров, избитых и в крови, был показан по национальному телевидению.
10 марта 1990 года, после встречи с послом США, ушёл в отставку, передав власть генералу Эрару Абрахаму и покинул страну. В США судом был признан виновным в «вопиющих нарушениях прав человека», приговорён к штрафу в 41 млн долларов. Однако при помощи правительства США сумел продать свой роскошный дом в Бока-Ратоне (Флорида) и бежал из страны. Был замешан в незаконной торговле наркотиками и имел тесные личные контакты с колумбийскими наркобаронами.
Вернувшись на родину в 1993 году, вёл незаметное существование (попытка его ареста в декабре 1994 года была пресечена военными и дипломатами США) вплоть до своего ареста в 2001 году за антигосударственный заговор. Выиграв суд, остался в заключении. Выпущен на свободу в марте 2004 года после переворота против режима Жана-Бертрана Аристида. После этого занялся писательским трудом.